# Kabinett Junke
Das Kabinett Junke bildete die Landesregierung des Freistaates Braunschweig 1921–1922.
| Kabinett Junke – 25. November 1921 bis 28. März 1922 \| Amt \| Name \| Partei \| \| ---------------------------------------------- \| -------------------------------------------------- \| ------ \| \| Ministerpräsident \| August Junke \| USPD \| \| Arbeit \| Gustav Steinbrecher \| SPD \| \| Inneres \| August Junke bis 21. Februar 1922 August Wesemeier \| USPD \| \| Handel, Verkehr, Domänen, Forsten und Finanzen \| Otto Antrick \| SPD \| \| Justiz \| August Junke \| USPD \| \| Volksbildung \| Otto Grotewohl \| USPD \| |                                                    |        |
| Amt | Name                                               | Partei |
| Ministerpräsident | August Junke                                       | USPD   |
| Arbeit | Gustav Steinbrecher                                | SPD    |
| Inneres | August Junke bis 21. Februar 1922 August Wesemeier | USPD   |
| Handel, Verkehr, Domänen, Forsten und Finanzen | Otto Antrick                                       | SPD    |
| Justiz | August Junke                                       | USPD   |
| Volksbildung | Otto Grotewohl                                     | USPD   |